# جالق
جالق شهری در بخش مرکزی شهرستان گلشن در استان سیستان و بلوچستانِ ایران است. این شهر مرکز شهرستان گلشن است. فاصله‌اش تا مرز حدود ۳۰ کیلومتر است. سراوان مهم ترین شهر نزدیک به جالق است. 
این مکان در تاریخ ۲۲ اسفند ۱۳۶۹ پس از تجمیع روستاهای پشت دم، پتوک، تل کوه، چگرد، خوشاب (شهرک) دکانان، سر کوه، سورو، سوروک، شیشه‌ریز، صدیق‌آباد، قلعه امراء، قلعه دادمحمد، قلعه محمدکریم، قلعه ملا، قلعه ملک، گورک، کولر، کوهکن، کوهکن علیا، گیتانک، خوشاب جالق، کوهک، قلعه شیرمحمد و حاجی‌آباد کشان به عنوان روستای جالق شناخته و سپس به شهر تبدیل شد.
فاصله شهر جالق تا مرکز استان سیستان و بلوچستان (شهر زاهدان) برابر با ۴۱۱ کیلومتر است. بازارچه مرزی جالق در ۱۵ کیلومتری این شهر قرار دارد.

## جمعیت
بر پایه سرشماری عمومی نفوس و مسکن در سال ۱۳۹۵، جمعیت شهر جالق برابر با ۱۸٬۰۹۸ نفر (۳٬۵۶۶ خانوار) بوده‌است.